# كاثي كونراد
كاثي كونراد (بالإنجليزية: Cathy Konrad)‏ هي منتجة أفلام أمريكية، ولدت في 29 يونيو 1963 في واشنطن العاصمة في الولايات المتحدة.

## وصلات خارجية
- كاثي كونراد على موقع IMDb (الإنجليزية)
- كاثي كونراد على موقع ألو سيني (الفرنسية)
- كاثي كونراد على موقع أول موفي (الإنجليزية)
- كاثي كونراد على موقع بوكس أوفيس موجو (الإنجليزية)
- كاثي كونراد على موقع قاعدة بيانات الأفلام السويدية (السويدية)
- كاثي كونراد على موقع قاعدة بيانات الفيلم (الإنجليزية)
- كاثي كونراد على موقع كينوبويسك (الروسية)